# Ptinus
Ptinus là một chi bọ cánh cứng present miền nhiệt đới châu Phi, vùng Australian, miền Cổ bắc (bao gồm châu Âu), Cận Đông, miền Tân bắc, miền Tân nhiệt đới, và Bắc Phi.

## Hình ảnh

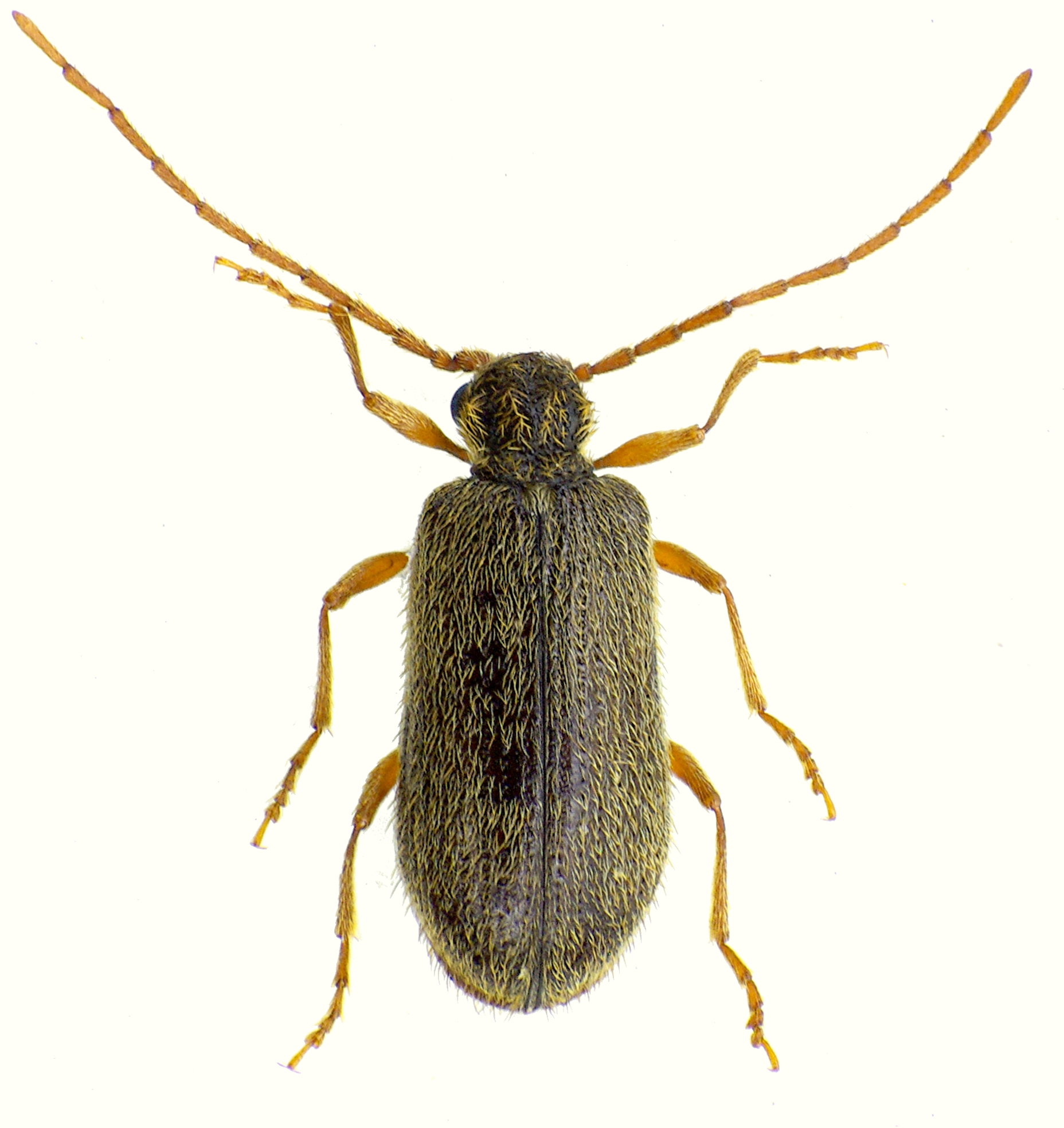

## Các loài

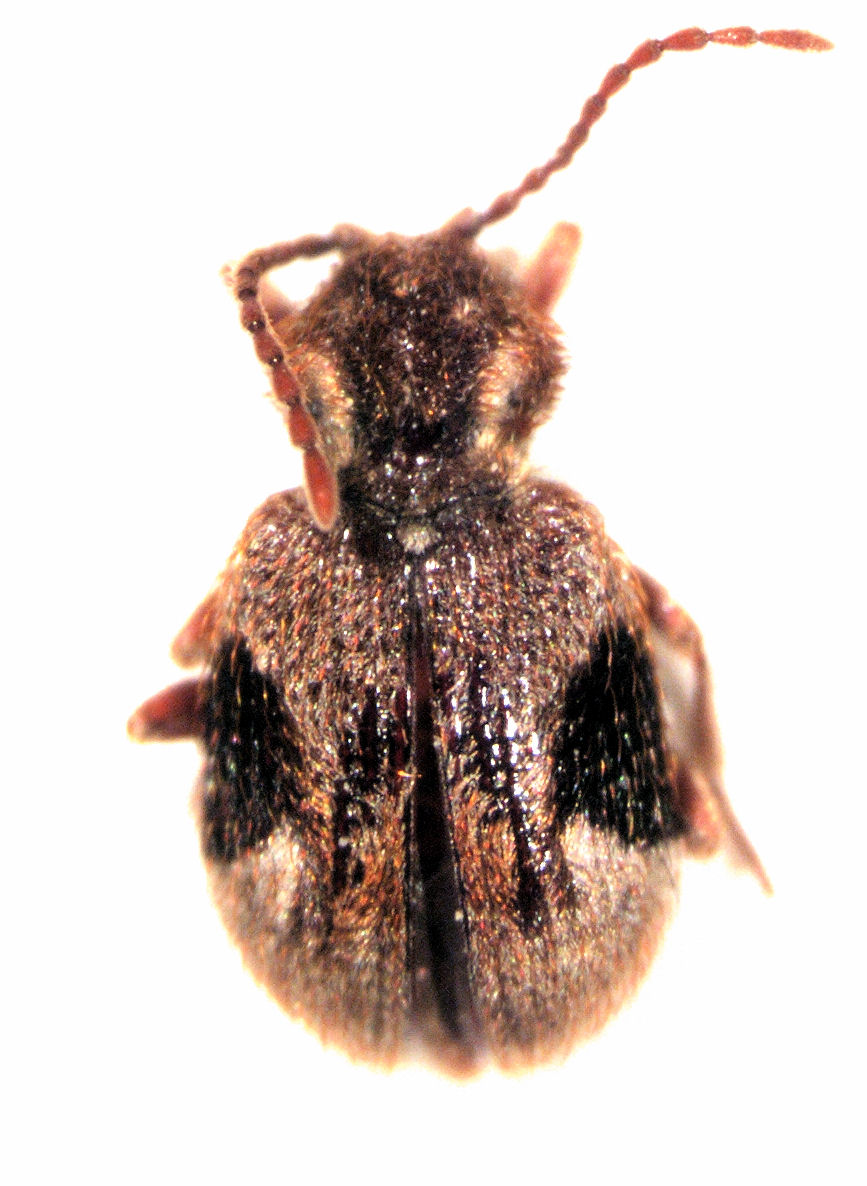
Ptinus plagiatus

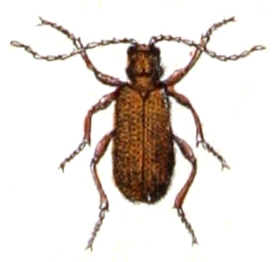
Ptinus latro

Chi phụ và loài bao gồm:
- Chi phụ Bruchoptinus
  - Ptinus antennatus
  - Ptinus biformis
  - Ptinus brevivittis
  - Ptinus femoralis
  - Ptinus italicus
  - Ptinus ivanensis
  - Ptinus palliatus
  - Ptinus pellitus
  - Ptinus rufipes
  - Ptinus schatzmayeri
  - Ptinus torretassoi
- Chi phụ Cyphoderes
  - Ptinus bidens
  - Ptinus hirticornis
  - Ptinus japonicus
  - Ptinus raptor
  - Ptinus schlerethi
- Chi phụ Gynopterus
  - Ptinus aubei
  - Ptinus barrosi
  - Ptinus bertranpetiti[2]
  - Ptinus crassicornis
  - Ptinus dubius
  - Ptinus hispaniolaensis[3]
  - Ptinus pyrenaeus
  - Ptinus salvatori
  - Ptinus sexpunctatus
  - Ptinus subroseus
  - Ptinus variegatus
- Chi phụ Pseudoptinus
  - Ptinus arragonicus
  - Ptinus auberti
  - Ptinus capellae
  - Ptinus coarcticollis
  - Ptinus cumaniensis
  - Ptinus kutzschenbachi
  - Ptinus lichenum
  - Ptinus maculosus
  - Ptinus madoni
  - Ptinus nikitanus
  - Ptinus oertzeni
  - Ptinus rufolimbatus
  - Ptinus rugosicollis
  - Ptinus spissicornis
  - Ptinus subaeneus
  - Ptinus tauricus
- Chi phụ Ptinus
  - Ptinus affinis
  - Ptinus argolisanus
  - Ptinus atricapillus
  - Ptinus bicinctus
  - Ptinus calcaratus
  - Ptinus calcarifer
  - Ptinus corsicus
  - Ptinus ellipticus
  - Ptinus explanatus
  - Ptinus fur – whitemarked spider beetle
  - Ptinus gylippus
  - Ptinus kiesenwetteri
  - Ptinus kruperi
  - Ptinus latro
  - Ptinus leprieuri
  - Ptinus mediterraneus[4]
  - Ptinus nigripennis
  - Ptinus obesus
  - Ptinus perplexus
  - Ptinus perrini
  - Ptinus phlomidis
  - Ptinus pilosus
  - Ptinus podolicus
  - Ptinus pusillus
  - Ptinus reitteri
  - Ptinus rufus
  - Ptinus spitzyi
  - Ptinus subpilosus
  - Ptinus tarsalis
  - Ptinus timidus
  - Ptinus villiger
- Chi phụ Tectoptinus
  - Ptinus exulans
  - Ptinus tectus